# Guy Georges Vĩnh San
Hoàng tử Nguyễn Phúc Bảo Ngọc (阮福保玉)(sinh ngày 31 tháng 1 năm 1933 tại Saint-Denis, Réunion) còn có tên là Guy Georges Vĩnh San là một trong những người con ngoài giá thú của vua Duy Tân. Ông sinh tại Saint-Denis, đảo Reunion.

## Tiểu sử
Hoàng tử Bảo Ngọc là hậu duệ trực tiếp của ba vị hoàng đế của triều đại nhà Nguyễn tại Việt Nam: ông cố là Vua Dục Đức, ông nội Vua Thành Thái, và cha ông là Vua Duy Tân.
Sau khi học tiểu học và Trung học tại Trường trung học Leconte-de-Lisle, Reunion và Lycée Chasseloup-Laubat, Sài Gòn, hoàng tử tham gia quân đội thực dân Pháp. Bảo Ngọc đã hành quân đến nhiều nơi ở Pháp, bao gồm Paris, Toulouse, Fréjus và Martinique, nơi ông kết hôn với vợ ông tên là Monique vào tháng năm, 1954, như thị trưởng thành phố Fort-de-France.
Ông ở thành phố Marseille vào tháng 7 năm 1956. Sau một thời gian ngắn tại Marseille, ông đã đi đến Madagascar và định cư tại Tamatave trên bờ biển phía đông của hòn đảo, nhưng chỉ kéo dài một vài tháng. Con quân sự, ông được gọi về Pháp để tham gia đơn vị của mình ở Marseille, bắt đầu từ Algérie để chiếm khu vực Creek Monkey, bên Mouzailla.
Năm 1963, ông được giao cho một đơn vị pháo binh ở Melun trong Seine-et-Marne. Đây là nơi mà Bảo Ngọc kết thúc sự nghiệp quân sự của mình vào năm 1967.
Trở về đời sống dân sự, một công việc tại công ty Continental-Pháp-xuất nhập khẩu của các hạt được tổ chức cho đến năm 1969, khi ông quyết định để vượt qua một kỳ thi để đi đến Bộ Tài chính. Ông được nhận và được đưa lên Tổng cục Hải quan và Thuế.
Liên quan đến điều kiện về đạo đức và vật chất của người hải quan, ông gia nhập công đoàn Force ouvrière và được bầu vào năm 1975, một thành viên thường trực của Văn phòng Quốc gia FO, cho đến năm 1988.
Hoàng tử Bảo Ngọc tìm thấy các dịch vụ hải quan trong việc chuyển nhượng Hải quan Interregion Île-de-France và ở đó cho đến năm 1991. Một đột biến ở đảo Reunion, sân bay vận chuyển hàng hóa Gillot trong Saint-Denis, trở lại hòn đảo quê hương của năm 1991 đến năm 1996.
Khi nghỉ hưu, luôn luôn đi kèm với vợ Monique, hoàng tử Bảo Ngọc trở về Pháp và chi phí thời gian của mình để nghiên cứu lịch sử về người cha của mình, Hoàng đế Duy Tân, ông đi đến Đại nội Huế hoặc California tại Hoa Kỳ và thường tham các nghi lễ của triều đại nhà Nguyễn.
Ông và vợ ông, Monique Vĩnh San, có bốn người con: Patrick Vĩnh San, Chantal Vĩnh San, Annick Vĩnh San, Pascale Vĩnh San, và có chín cháu và hai chắt.